# Culicoides pongsomiensis
Culicoides pongsomiensis är en tvåvingeart som beskrevs av Chu 1986. Culicoides pongsomiensis ingår i släktet Culicoides och familjen svidknott. Inga underarter finns listade i Catalogue of Life.